# Zany
DJ Zany, właściwie Raoul van Grinsven (ur. 11 maja 1974 w Veldhoven) – holenderski DJ tworzący głównie muzykę hardstyle. Wchodzi w skład Donkey Rollers. 

## Dyskografia
| Tytuł                                 | Wykonawca                  | Wytwórnia          | Rok  |
| ------------------------------------- | -------------------------- | ------------------ | ---- |
| Be On Your Way                        | Zany                       | Fusion Records     | 2002 |
| Rock The Beatz                        | Zany                       | Fusion Records     | 2002 |
| Hectik / In My Mind                   | Zany                       | Fusion Records     | 2002 |
| Sky High / Funk Bass                  | Zany                       | Fusion Records     | 2003 |
| House Muzik / Razzia!                 | Zany                       | Fusion Records     | 2004 |
| Pillzz / Forentic                     | Zany                       | Fusion Records     | 2004 |
| Xpander / Tekno                       | Zany                       | Fusion Records     | 2004 |
| Dissin' / Our Power                   | Zany vs Duro               | Fusion Records     | 2005 |
| Pure / Sky High (Technoboy Remix)     | Zany                       | Fusion Records     | 2005 |
| Science & Religion                    | Zany                       | Q-Dance            | 2005 |
| Thugs / Freakz                        | Zany                       | Fusion Records     | 2005 |
| Deep Inside / Feel The Drumz          | Zany                       | Fusion Records     | 2005 |
| Front 2 Back / Wise Guys              | Zany & Tatanka             | Fusion Records     | 2006 |
| Midnight                              | The Beholder Meets Zany    | Seismic            | 2006 |
| What U Need                           | Isaac & Zany               | X-Rate             | 2006 |
| Widowmaker / Spunk                    | Zany                       | Fusion Records     | 2006 |
| Back Again / Hasta La Pasta           | Zany & Duro                | Dutch Master Works | 2007 |
| Volt / Inflator                       | Zany                       | Fusion Records     | 2007 |
| Annihilating / Who Wants This         | Zany Meets The Beholder    | Fusion Records     | 2007 |
| Nothing Else Matters / Fever          | Zany & DV8                 | Fusion Records     | 2007 |
| Euphoria / Fear Reigns Today          | The Beholder Meets Zany    | Seismic            | 2008 |
| The Fusion Of Sound                   | Zany                       | Fusion Records     | 2008 |
| The Fusion Of Sound - Album Sampler 1 | Zany                       | Fusion Records     | 2008 |
| The Fusion Of Sound - Album Sampler 2 | Zany                       | Fusion Records     | 2009 |
| The Fusion Of Sound - Album Sampler 3 | Zany                       | Fusion Records     | 2009 |
| Vision                                | Zany & DV8                 | Fusion Records     | 2009 |
| Do You Want Heavy                     | Zany & The Beholder        | Fusion Records     | 2009 |
| Fruxaq / Huwex                        | Zany & Dozer               | Fusion Records     | 2010 |
| Mr.Monster                            | Zany                       | Fusion Records     | 2010 |
| To Protect & Serve                    | Zany & The Beholder        | TiLLT! Records     | 2010 |
| The Great Zany Show                   | Zany                       | Fusion Records     | 2010 |
| Paranoid / Diffusion / Diavoli        | Zany & Noisecontrollers    | Fusion Records     | 2010 |
| Psychedelic Trip                      | Zany                       | Fusion Records     | 2010 |
| Bang The Bass                         | Zany & Brennan Heart       | Fusion Records     | 2010 |
| Son Of Torture                        | Zany & Ran-D feat. Nikkita | Fusion Records     | 2011 |
| Worship                               | Zany                       | Fusion Records     | 2011 |
| World Belongs To You                  | Zany                       | Fusion Records     | 2012 |

| Tytuł                       | Wykonawca   | Wytwórnia      | Rok  |
| --------------------------- | ----------- | -------------- | ---- |
| Here We Go / Porn           | Pavo & Zany | Fusion Records | 2003 |
| Shutterspeed / Big Fat Bass | Pavo & Zany | Fusion Records | 2003 |
| S.E.X.                      | Pavo & Zany | Q-Dance        | 2004 |
| 99.Nine / Orgasmo           | Pavo & Zany | Fusion Records | 2005 |